# Silvano Riccò
Silvano Riccò (Vignola, 24 settembre 1959) è un ex ciclista su strada italiano.
Professionista dal 1982 al 1987, fu terzo nella Milano-Sanremo 1985.

## Carriera
La sua stagione più importante fu il 1985, quando alla Milano-Sanremo fu l'unico a seguire l'attacco vincente di Hennie Kuiper e Teun van Vliet riuscendo a chiudere al terzo posto. Sulla scia di quella prestazione e della buona condizione di forma conquistò poco più tardi il Giro della Provincia di Reggio Calabria superando nel finale Palmiro Masciarelli. In quella stessa stagione fu anche quarto al Trofeo Laigueglia, quinto al Gran Premio Industria e Artigianato e decimo al Giro del Friuli.
Fra gli altri risultati di rilievo della sua carriera figurano soprattutto piazzamenti nelle corse in linea italiane: ottavo alla Milano-Vignola e al Giro del Friuli nel 1982, quarto al Giro di Toscana nel 1983, nono al Giro del Lazio, settimo al Giro di Romagna e sesto al Giro del Veneto nel 1984. Nel 1986 fu inoltre quinto al Giro della Provincia di Reggio Calabria e secondo al Trofeo dell'Etna, nel 1987 quinto al Giro del Friuli, decimo al Giro del Veneto e ottavo alla Milano-Vignola.
Il suo miglior piazzamento nelle corse a tappe è l'ottavo posto alla classifica generale del Giro di Puglia 1986. Al Giro d'Italia andò vicino per due volte a una vittoria di tappa: nel 1983 fu terzo nella diciannovesima tappa con arrivo a Vicenza, dietro Paolo Rosola, il vincitore, e Pierangelo Bincoletto; stesso risultato ottenne nel 1984 nella tappa che arrivava a Città di Castello dietro ancora a Rosola, ancora vincitore, e Roger De Vlaeminck. Sfiorò anche il successo nella prima tappa del Giro del Trentino nel 1983, preceduto in quell'occasione solo da Franco Chioccioli.

## Palmarès
- 1978 (dilettanti)

Trofeo Papà Cervi
- 1979 (dilettanti)

Trofeo Gino Visentini
- 1980 (dilettanti)

3ª tappa Grand Prix Tell
- 1985

Giro della Provincia di Reggio Calabria
Gran Premio Vittoria

## Piazzamenti

### Grandi Giri
- Giro d'Italia

1983: 54º
1984: ritirato
1985: 52º
1986: 95º
1987: 121º

### Classiche monumento
- Milano-Sanremo

1985: 3º
1986: 72º